# Roxana Cogianu
Roxana Gabriela Cogianu (n. 21 septembrie 1986, Iași, România) este o canotoare română medaliată cu bronz la Jocurile Olimpice de vară din 2016 în proba de 8+1, legitimată în prezent la CSA Steaua București.

## Carieră
Inițial, Roxana Cogianu a practicat handbalul împreună cu sora sa, Evelina, înainte să treacă amândouă la canotaj, îndrumate de mătușa lor, Veronica Cochela, multiplă medaliată olimpică.
În 2003, la Campionatele Mondiale de Juniori desfășurate la Atena, și-a făcut debutul pe plan internațional printr-o medalie de aur cu echipajul de patru vâsle (Ionelia Zaharia, Adriana Oancea, Camelia Lupașcu).
La ediția din 2004, desfășurată la Banyoles (Spania), a obținut medalia de bronz la aceeași categorie (împreună cu Oancea, Gabriela Czompa, Camelia Burcă).
Un an mai târziu, a cucerit medalia de aur în cadrul aceleiași competiții, împreună cu Oancea, Zaharia și Enikő Barabás.
La Campionatele Mondiale U23 din 2006, a cucerit medalia de aur alături de echipajul de patru vâsle format din Maria Diana Bursuc, Florina Atomulesei și Ionelia Zaharia.
La a treia etapă de Cupă Mondială din 2007, echipajul de patru rame (Zaharia, Lupașcu, Barabás) s-a clasat pe locul trei. Același echipaj a adus o medalie de argint la Campionatele Europene de la Poznań (Polonia).
În 2008 a cucerit aurul în proba de dublu rame fără cârmaci la Campionatele Mondiale U23 de la Brandenburg (Germania), împreună cu Nicoleta Albu. Cogianu s-a calificat în premieră la Jocurile Olimpice la ediția din 2008, dar nu a reușit să avanseze în finală la dublu vâsle. Sezonul s-a încheiat cu medalia de bronz obținută la Europenele de la Atena, împreună cu echipajul de patru vâsle (Ionelia Neacșu, Cristina Ilie, Adelina Cojocariu).
Din 2009, Roxana Cogianu este specializată în proba de opt vâsle plus cârmaci. Împreună cu echipajul de 8+1 a cucerit bronzul la a doua etapă de Cupă Mondială de la München din 2009 și aurul la cea de-a treia etapă de la Lucerna. Mondialele desfășurate la Poznań în Polonia a adus echipajului de 8+1 (Lupașcu, Albu, Cojocariu, Neacșu, Bursuc, Ioana Crăciun, Barabás) medalia de argint. Aceeași echipaj a obținut medalia de aur și la Europenele de la Brest (Belarus).
În 2010, Cogianu și-a îmbunătățit palmaresul cu medalia de aur obținută cu echipajul de 8+1 la Cupa Mondială. Favorită la titlu, barca de 8+1 a ocupat primul loc și la Europenele de la Montemor-o-Velho din Portugalia. O nouă performanță a venit din partea aceluiași echipaj la Campionatul Mondial desfășurat în Noua Zeelandă, unde a ocupat a treia treaptă a podiumului.
La prima regată de Cupă Mondială din 2011, desfășurată la München (Germania), echipajul de 8+1 (Maria Bursuc, Ionelia Neacșu, Grigoraș, Dorneanu, Andreea Boghian, Cojocariu, Mironcic și Talida Gîdoiu) a obținut medalia de bronz. Anul competițional s-a încheiat cu medalia de aur obținută de echipajul de 8+1 la Campionatele Europene din Plovdiv (Bulgaria).
La prima și la cea de-a treia etapă a regatei de Cupă Mondială, echipajul de 8+1 a cucerit medaliile de argint. Roxana Cogianu a participat la Jocurile Olimpice de vară din 2012, unde a obținut locul 4 în finala categoriei de 8+1. La Europenele de la Varese (Italia), românca s-a situat pe prima treaptă a podiumului. În urma rezultatului, a fost recompensată cu Ordinul 'Meritul Sportiv' — clasa a III-a cu 2 barete.

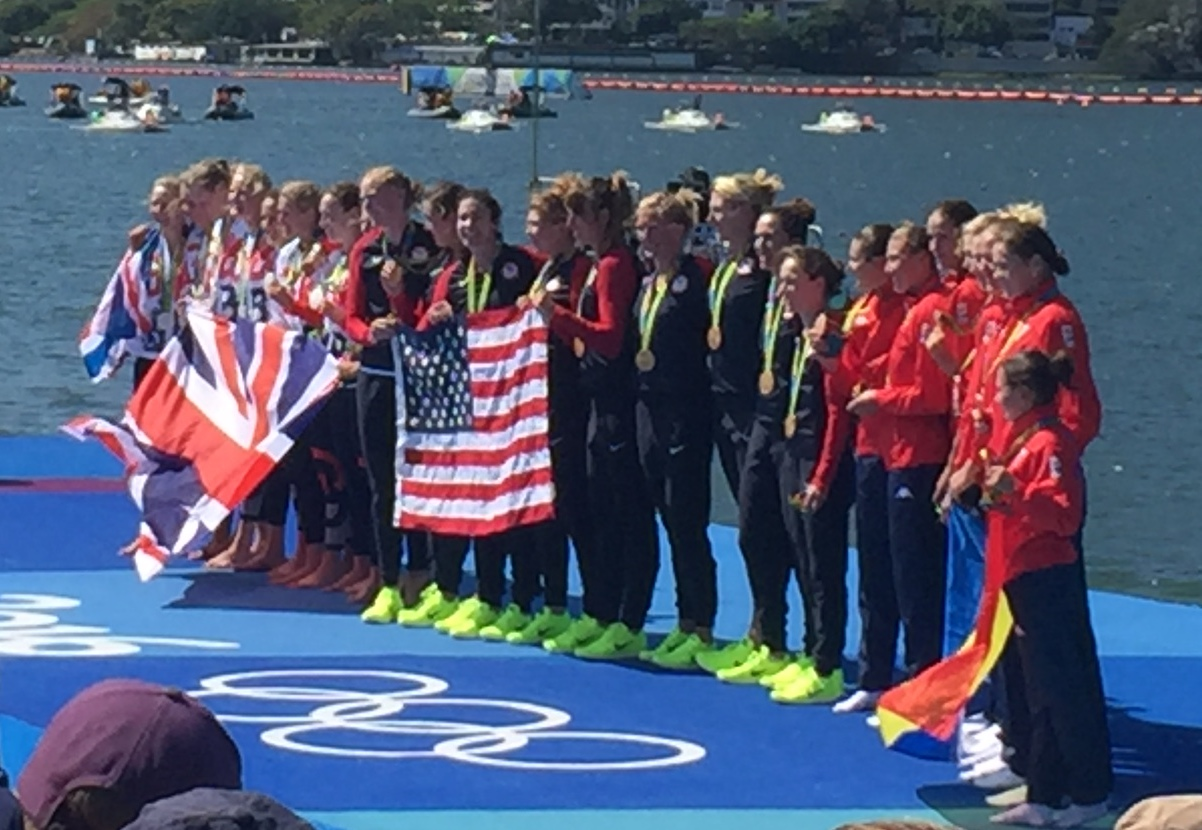
La Jocurile Olimpice de la Rio

La Campionatele Europene din 2013 desfășurate la Sevilla (Spania), a obținut medalia de aur, în timp ce la regata de Cupă Mondială de la Lucerna a ocupat a doua treaptă a podiumului. La Campionatele Mondiale desfășurate în Coreea de Sud, Cogianu a obținut două medalii de argint, atât la dublu vâsle cât și împreună cu echipajul de 8+1.
Același palmares s-a repetat și în 2014, când la Campionatele Europene desfășurate în Belgrad (Serbia), echipajul feminin de 8+1 a cucerit aurul.
La Campionatele Europene din 2015 de la Poznań, echipajul de 8+1 s-a clasat pe locul trei.
În 2016, prin rezultatul din cadrul regatei preolimpice de la Lucerna, echipajul de 8+1 (Mihaela Petrilă, Ioana Strungaru, Mădălina Bereș, Andreea Boghian, Laura Oprea, Adelina Cojocariu, Irina Dorneanu, Daniela Druncea și Roxana Cogianu) a reușit să se califice de pe primul loc la Jocurile Olimpice de vară din 2016. Echipajul a obținut medalia de bronz, după ce în urmă cu patru ani canotajul românesc nu a cucerit nicio medalie.

### Palmares competițional
| An   | Competiție                         | Locație                      | Loc   | Eveniment | Note      |
| ---- | ---------------------------------- | ---------------------------- | ----- | --------- | --------- |
| 2003 | Campionatele Mondiale de Juniori   | Atena, Grecia                | 1     | JW4x      | 03:10.700 |
| 2004 | Campionatele Mondiale de Juniori   | Banyoles, Spania             | 3     | JW4x      | 06:46.530 |
| 2005 | Campionatele Mondiale de Juniori   | Amsterdam, Olanda            | 1     | BW4x      | 06:53.440 |
| 2006 | Cupa Mondială I                    | München, Germania            | 6     | W4x       | 06:55.150 |
| 2006 | Cupa Mondială II                   | Poznań, Polonia              | 5     | W4x       | 06:26.120 |
| 2006 | Cupa Mondială III                  | Lucerna, Elveția             | 6     | W4x       | 06:47.190 |
| 2006 | Campionatele Mondiale U23          | Hazewinkel, Belgia           | 1     | BW4x      | 06:24.550 |
| 2007 | Cupa Mondială III                  | Lucerna, Elveția             | 3     | W4x       | 06:25.890 |
| 2007 | Campionatele Europene              | Poznań, Polonia              | 2     | W4x       | 06:33.900 |
| 2008 | Campionatele Mondiale U23          | Brandenburg, Germania        | 1     | BW4x      | 06:50.750 |
| 2008 | Jocurile Olimpice de vară din 2008 | Beijing, China               | 4 (B) | W2x       | 07:20.990 |
| 2008 | Campionatele Europene              | Atena, Grecia                | 3     | W4x       | 06:30.640 |
| 2009 | Cupa Mondială II                   | München, Germania            | 3     | W8+       | 06:29.650 |
| 2009 | Cupa Mondială III                  | Lucerna, Elveția             | 1     | W8+       | 06:10.760 |
| 2009 | Campionatele Mondiale              | Poznań, Polonia              | 2     | W8+       | 06:06.940 |
| 2009 | Campionatele Europene              | Brest, Belarus               | 1     | W8+       | 06:21.520 |
| 2010 | Cupa Mondială II                   | München, Germania            | 1     | W8+       | 06:21.890 |
| 2010 | Campionatele Europene              | Montemor-o-Velho, Portugalia | 1     | W8+       | 06:36.450 |
| 2010 | Campionatele Mondiale              | Karapiro, Noua Zeelandă      | 3     | W8+       | 06:18.960 |
| 2011 | Cupa Mondială I                    | München, Germania            | 3     | W8+       | 06:11.460 |
| 2011 | Cupa Mondială III                  | Lucerna, Elveția             | 5     | W8+       | 06:37.570 |
| 2011 | Campionatele Mondiale              | Bled, Slovenia               | 4     | W8+       | 06:06.740 |
| 2011 | Campionatele Europene              | Plovdiv, Bulgaria            | 1     | W8+       | 06:14.980 |
| 2012 | Cupa Mondială I                    | Belgrad, Serbia              | 2     | W8+       | 06:08.700 |
| 2012 | Regata preolimpică                 | Lucerna, Elveția             | 2     | W4x       | 06:38.340 |
| 2012 | Cupa Mondială III                  | München, Germania            | 2     | W8+       | 06:20.720 |
| 2012 | Jocurile Olimpice de vară din 2012 | Londra, Marea Britanie       | 4     | W8+       | 06:17.640 |
| 2012 | Campionatele Europene              | Varese, Italia               | 1     | W8+       | 06:06.940 |
| 2013 | Campionatele Europene              | Sevilla, Spania              | 1     | W8+       | 06:41.830 |
| 2013 | Cupa Mondială III                  | Lucerna, Elveția             | 2     | W8+       | 06:00.420 |
| 2013 | Campionatele Mondiale              | Chungju, Coreea de Sud       | 2     | W2-       | 07:25.750 |
| 2013 | Campionatele Mondiale              | Chungju, Coreea de Sud       | 2     | W8+       | 06:07.040 |
| 2014 | Campionatele Europene              | Belgrad, Serbia              | 1     | W8+       | 06:16.640 |
| 2014 | Campionatele Mondiale              | Amsterdam, Olanda            | 4     | W8+       | 06:02.840 |
| 2015 | Campionatele Europene              | Poznań, Polonia              | 3     | W8+       | 06:12.990 |
| 2015 | Cupa Mondială                      | Lucerna, Elveția             | 4     | W8+       | 06:11.740 |
| 2016 | Campionatele Europene              | Brandenburg, Germania        | 4     | W8+       | 06:58.260 |
| 2016 | Regata preolimpică                 | Lucerna, Elveția             | 1     | W8+       | 06:02.560 |
| 2016 | Jocurile Olimpice de vară din 2016 | Rio de Janeiro, Brazilia     | 3     | W8+       | 06:04.100 |